# Santamenes olympicus
Santamenes olympicus är en stekelart som först beskrevs av Edoardo Zavattari 1912.
Santamenes olympicus ingår i släktet Santamenes och familjen Eumenidae. Inga underarter finns listade i Catalogue of Life.